# Rio Juba
Rio Juba är ett vattendrag i Brasilien.   Det ligger i delstaten Mato Grosso, i den centrala delen av landet, 1 100 km väster om huvudstaden Brasília.
Omgivningarna runt Rio Juba är huvudsakligen savann. Runt Rio Juba är det mycket glesbefolkat, med 6 invånare per kvadratkilometer.